# Christus vivit
Christus vivit (укр. Христос живий) четверта післясинодальна апостольська адгортація папи Франциска, підписана 25 березня 2019 року, оприлюднена 2 квітня 2019 року в 14-ту річницю відходу до вічності святого Івана Павла ІІ. Ця післясинодальна апостольська адгортація написана за підсумком XV Звичайної Асамблеї Синоду Єпископів, що від 3 до 27 жовтня 2018 р. відбувалася у Ватикані на тему «Молодь, віра і розпізнавання покликання».

## Опис
Оригінальний текст був написаний іспанською мовою, хоча назва перекладена латинською мовою з перших слів тексту.
В даній адгортації підкреслено те, що для Бога не має значення вік, а також що всі люди є цінними. Також представлено розважання над життям Ісуса-юнака та його відносинами з однолітками. Піднята тема молодості Церкви та ролі у цьому молодого покоління. Також папа підкреслює, що молодь - не лише майбутнє Церкви, але й теперішнє, що вимагає звернути увагу суспільства на її насущні проблеми та виклики, зокрема такі як викрадення, організована злочинність, торгівля людьми, рабство, проституція та зґвалтування, підліткова вагітність та аборти, різні залежності, життя на вулиці, міграція, життя у «цифровому середовищі», тощо. Також папа підкреслює важливість підтримки оточення для молодої людини та пошуків нових способів душпастирювання молоді.

## Розділи
1. Що Боже слово каже про молодь?
2. Ісус Христос завжди молодий
3. Ви – Боже теперішнє
4. Велике звіщення для всієї молоді
5. Дороги молоді
6. Вкорінена молодь
7. Душпастирство молоді
8. Покликання
9. Розпізнавання

## Переклади
Українською мовою документ видано у 2019 році в перекладі Асоціації богопосвяченого життя УГКЦ та РКЦ в Україні. (Назва виданого документу: Christus Vivit – “Апостольське післясинодальне повчання Святішого Отця Франциска: Молоді та всьому Божому народу”).